# Buceo nocturno

## Definiciones

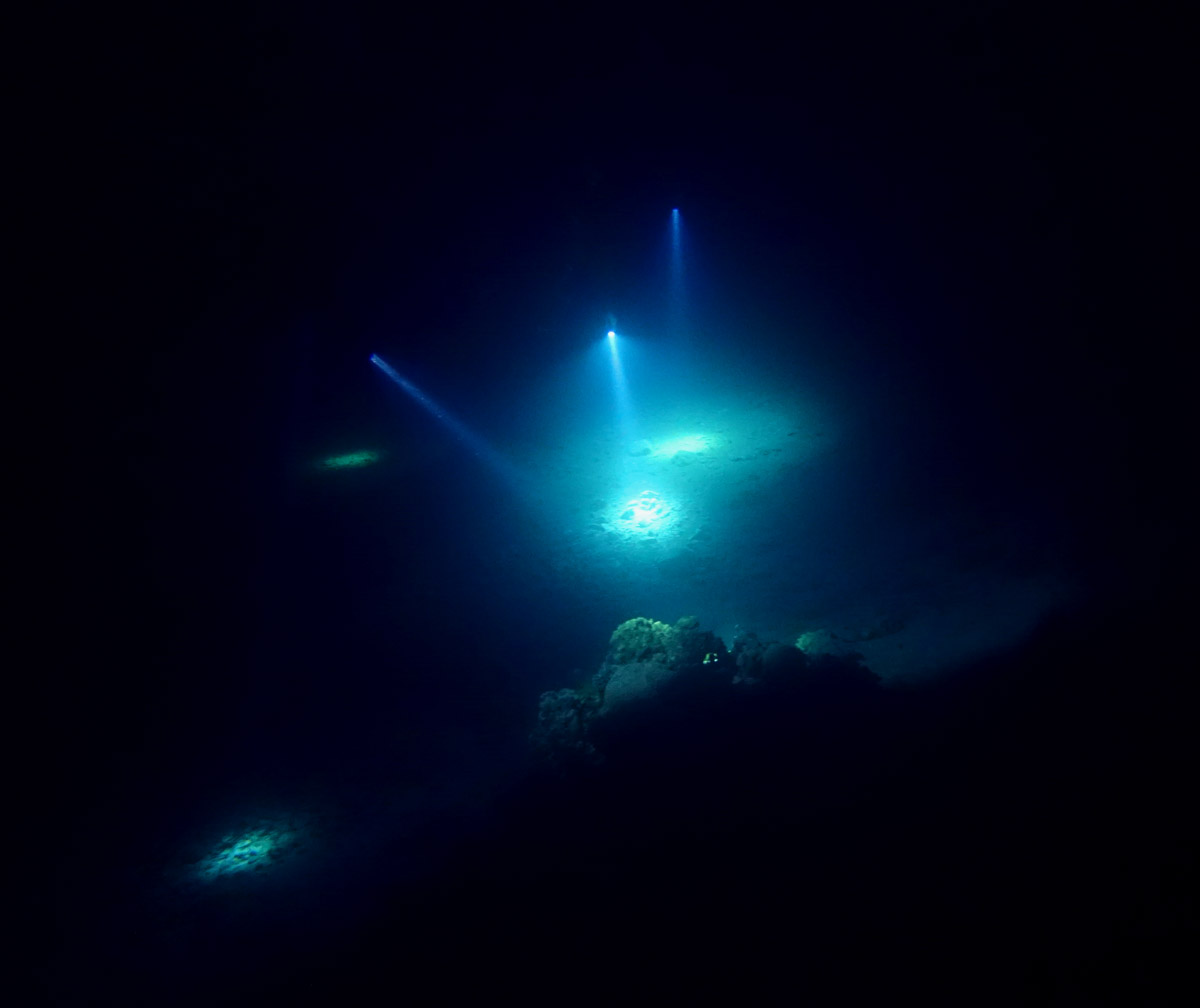
Grupo de buceadores en un buceo nocturno

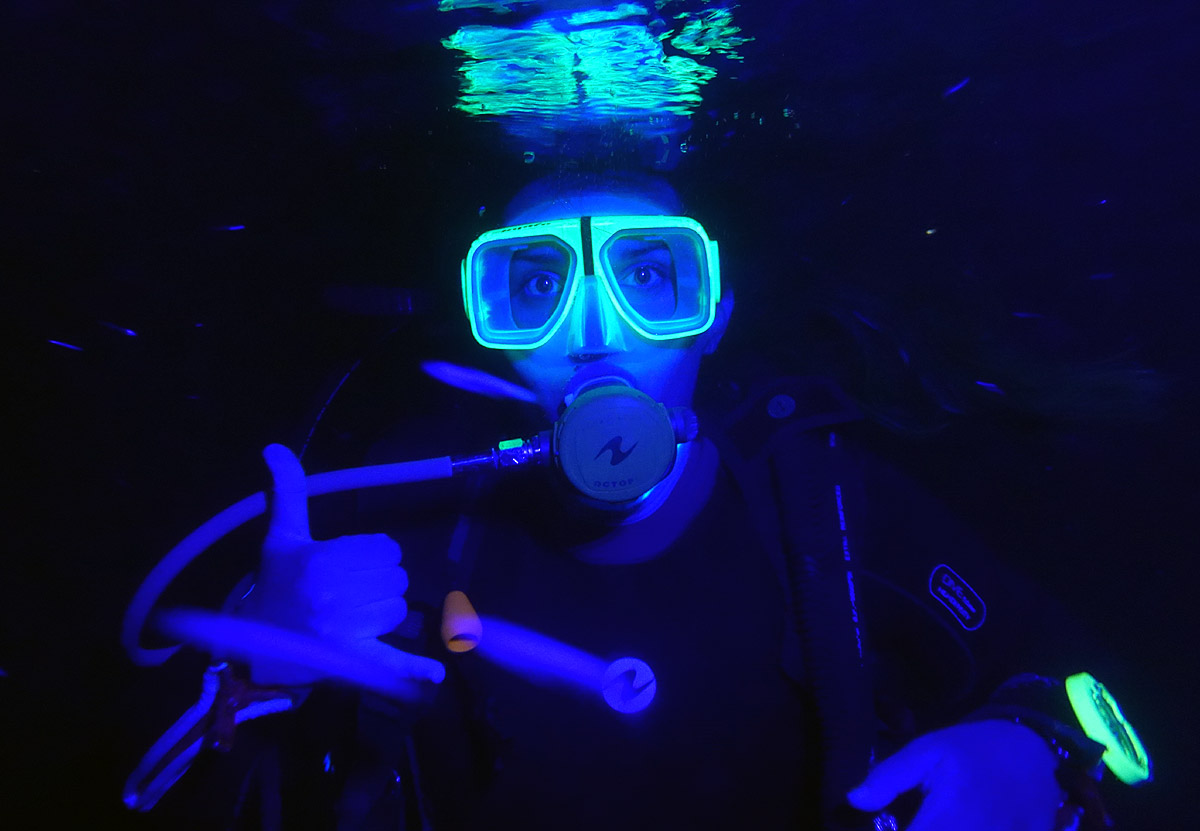
Buceadora realizando un buceo nocturno

Para poder comprender mejor qué es el buceo nocturno, sus características y las condiciones bajo las que vamos a llevar a cabo, conviene que todos utilicemos el mismo lenguaje, por lo que a continuación se incluyen algunas de las definiciones que consideramos útiles y necesarias. 
- Buceo nocturno: definimos buceo nocturno como aquel que se realiza entre la puesta de sol y la salida del sol.

- Puesta del sol: Es el momento en el que el sol deja de verse en el horizonte.

- Salida del sol: Es el momento en el que el sol comienza a asomar en el horizonte.

- Periodo nocturno: Es el tiempo durante el cual, existe total ausencia de luz o claridad, incluida la residual que queda después de haberse puesto el sol o antes de comenzar a salir.

- Luz: Entendemos por luz toda aquella fuente de iluminación artificial que proporciona claridad al entorno del buceador sea en superficie o estando sumergido.

- Luz solar: Es aquella que proporciona el astro rey.

La mayor diferencia respecto al buceo diurno es la incapacidad de los submarinistas de intercambiarse gestos, la dificultad de comunicarse en la superficie y de orientarse en el lugar que están.

### Consideraciones
Aunque técnicamente el buceo nocturno puede practicarse desde la puesta del sol hasta la salida del sol, para cumplir los objetivos de este tipo de actividad es recomendable que cuando el buceador se sumerja no exista ningún tipo de claridad excepto la proporcionada por la luz artificial que lleve el propio buceador. Sólo de esta manera podremos considerar que realizamos una inmersión nocturna.
Cuando no se posee de experiencia en el buceo nocturno aconsejable sumergirse cuan queda algo de claridad y así poco a poco acostumbrándose.

## Tipos de luces
Los tipos de luces los podemos clasificar como tres categorías diferentes: fijas, químicas, intermitentes.
- Luz fija. Es aquella que es alimentada por pilas o baterías recargables y que puede ser encendido o apagado por un interruptor.

- Luz química. Es la que se produce al reaccionar dos componentes químicos y que una vez activada permanece encendida hasta que se agota sin posibilidad de apagarla o recargarla.

- Luz intermitente. Es aquella que luce a intervalos y que al igual que la fija, está alimentada por pilas o baterías, pudiéndose apagar o encender por un interruptor.

## Señales de buceo nocturno
Para poder comunicarnos con los otros buceadores requiere una serie de señales totalmente diferentes a las que se usan normalmente, ésta señales que utilizaremos por la noche se realizan con la linterna para que se vean claramente por tu compañero o el resto de buceadores.
- Señal de OK. Hay diferentes tipos de señalizar esto, una de ellas puede ser realizando un círculo con la linterna del propio buceador, otra forma puede ser colocando la señal de OK realizada por la mano delante de la linterna sin apuntar a ningún otro buceador a los ojos.

- Señal de algo va mal. En esta también hay dos formas de comunicar la seña, una es moviendo la linterna del buceador de arriba abajo sucesibamente, o haciendo el gesto con la mano delante de la linterna si deslumbrar a nadie.

- Señal de atmósferas que quedan. Esta señal es simple de realizar se coloca el gesto realizado por la mano delante de la linterna o bien se coloca la linterna encima del manómetro y después de unos segundos enseñarlo a quien lo preguntara.

El resto de señas se realizaran apuntándose con la linterna al cuerpo y realizando la seña que se quiera comunicar.